# Flyorna
Flyorna är öar nära Boskär i Nagu,  Finland. De ligger i Skärgårdshavet i Pargas stad i landskapet Egentliga Finland, i den sydvästra delen av landet. Öarna ligger omkring 3 kilometer nordväst om Boskär, 18 kilometer sydväst om Nagu kyrka, 53 kilometer sydväst om Åbo och omkring 180 kilometer väster om Helsingfors. Närmaste allmänna förbindelse är förbindelsebryggan vid Nagu Berghamn som trafikeras av M/S Eivor och M/S Cheri.
Arean för den av öarna koordinaterna pekar på är 0,4 hektar och dess största längd är 80 meter i sydväst-nordöstlig riktning. Närmaste större samhälle är Nagu, 18,0 km nordost om Flyorna.
I södra Åboland finns flera grund som heter något på fly-, bland dem Håkonskärs flyen, Flyan och Klöverharu flyen. Namnen antas ha ett samband med ordet flyta. Olof Rudbeck d.ä. uppgav år 1698 att "De Flotholmarna som liggia och simma uti Insiögar, kallas Fly". 